# ماساهیرو ساکورای
ماساهیرو ساکورای (به انگلیسی: Masahiro Sakurai) (زاده ۳ اوت ۱۹۷۰) کارگردان، طراح بازی و ترانه‌سرا ژاپنی است که بیشتر به عنوان خالق مجموعه کِربی و برادران سوپر اسمش شناخته می‌شود. به غیر از کار روی آن مجموعه‌ها، او طراحی بازی متیوز در سال ۲۰۰۵ و کارگردانی بچه ایکاروس: قیام در سال ۲۰۱۲ را برعهده داشت.
وی که قبلاً کارمند استودیو هالکن بود، در سال ۲۰۰۳ شرکت را ترک کرد و در سال ۲۰۰۵ به همراه همسرش میشیکو ساکورای (که او هم کارمند سابق استودیو هالکن بود) استودیو سورا ال‌تی‌دی. را تأسیس کردند، یک شرکت که به صورت مستقل در چندین پروژه کار می‌کند. همچنین ماساهیرو ساکورای نویسنده یک ستون هفتگی برای مجله فامیتسو است و در برخی از بازیهای خود کارهای صداپیشگی را انجام داده که مهم‌ترین آنها صدای شخصیت کینگ دی‌دی‌دی در بازی کربی ۶۴ و مجموعه برادران سوپر اسمش. است.

## حرفه
ماساهیرو ساکورای در ۳ اوت ۱۹۷۰ در موساشی‌مورایاما، توکیو ژاپن متولد شد. یکی از اولین تجربیات ساکورای در صنعت بازی‌های ویدئویی زمانی شروع شد که او برای استودیو هالکن کار می‌کرد و در آنجا شخصیت کِربی را در ۱۹ سالگی خلق کرد و اولین بازی خود، سرزمین رؤیایی کربی را کارگردانی کرد.
ساکورای در ۵ اوت ۲۰۰۳، استودیو هالکن را ترک کرد و به کار خود بر مجموعه بازی‌های کِربی پایان داد زیرا از دنباله دار کردن بازی‌ها توسط استودیو هالکن خسته شده بود. ساکورای دو هفته پس از استعفای خود در مصاحبه با نینتندو دریم گفت: «برای من سخت بود که ببینم هر بار که یک بازی جدید می‌سازم، مردم خود به خود تصور می‌کردند که دنباله ای در راه است.» او توضیح داد که «حتی اگر دنباله ای در کار باشد، بسیاری از افراد باید تمام توان خود را برای ساختن یک بازی بگذارند، اما برخی معتقدند که فرایند ساخت دنباله به‌طور طبیعی اتفاق می‌افتد.».
بلافاصله بعد، ساکورای به همراه تتسویا میزوگوچی بر روی پروژه ای با همکاری شرکت کیو اینترتینمنت شروع به کار کردند. این همکاری منجر به انتشار بازی متیوز در سال ۲۰۰۵ شد که یک بازی معمایی برای کنسول نینتندو دی‌اس بود. در ۳۰ سپتامبر ۲۰۰۵، ساکورای اعلام کرد که شرکت شخصی خود به نام سورا ال‌تی‌دی. را تأسیس کرده است. اعلام شد که دو بازی در دست توسعه است اما اطلاعاتی در مورد عناوین آن فاش نشد. در مورد آینده مجموعه برادران سوپر اسمش، نینتندو و رئیس استودیو هالکن، ساتورو ایواتا، در کنفرانس مطبوعاتی نینتندو در ای۳ ۲۰۰۵، قول دادند که بازی به صورت آنلاین برای کنسول وی عرضه خواهد شد.
در شماره ۸۸۵ مجله فامیتسو، ساکورای فاش کرد که به عنوان کارگردان و طراح بازی در برادران سوپر اسمش. نزاع برای کنسول وی حضور دارد. برادران سوپر اسمش. نزاع در سال ۲۰۰۸، پس از استخدام پرسنل از ۱۹ استودیوی‌های مختلف، منتشر شد. ساکورای به صورت روزانه وب سایت برادران سوپر اسمش. نزاع را با نام Smash Bros. Dojo به روز رسانی می‌کرد که یک سال قبل از انتشار، او اسرار بازی و محتوای گیم پلی را از طریق سایت فاش کرد. سایت Smoj Bros. Dojo از ۲۲ مه ۲۰۰۷ تا ۱۴ آوریل ۲۰۰۸ به روزرسانی‌های منظمی داشت.
در آخرین روز به روز رسانی‌ها مشخص شد که ساکورای صدای شخصیت کینگ دی‌دی‌دی را در بازی کربی ۶۴: خرده‌های کریستالی و همچنین در بازی سوپر اسمش. نزاع را انجام داده است. او و شرکتش، سورا ال‌تی‌دی. در کنار نینتندو، یک استودیوی فرست پارتی به نام Project Sora را تأسیس کردند که ۷۲٪ سهام متعلق به نینتندو و ۲۸٪ متعلق به شرکت سورا ال‌تی‌دی. بود. در ای۳ ۲۰۱۰ مشخص شد که ساکورای و شرکت Project Sora بر روی عنوان بچه ایکاروس: قیام برای کنسول نینتندو دی‌اس کار می‌کنند. استودیو Project Sora بسته شد و توسعه بازی در ۳۰ ژوئن ۲۰۱۲ به پایان رسید. در ای۳ ۲۰۱۱، نینتندو اعلام کرد که ساکورای بر بازی برادران سوپر اسمش. برای نینتندو ۳دی‌اس و وی یو کار می‌کند. ساکورای بعد از انتشار عنوان بچه ایکاروس: قیام توسعه بازی را در مارس ۲۰۱۲ آغاز کرد.
در فوریه ۲۰۱۳، ساکورای با بیماری کلسیمی‌شدن زردپی در ناحیه شانه راست خود مواجه شد که هر زمان که دست خود را حرکت می‌داد درد شدیدی برای او ایجاد می‌کرد.. او گفت که این بیماری به‌طور مداوم کار او را در طول آزمایش بازی کند می‌کند. همسر ساکورای، میشیکو، بر روی رابط کاربری گرافیکی بسیاری از بازی‌های همسرش از جمله کربی ایر راید، متیوز و مجموعه برادران سوپر اسمش کار کرده است.
در مقاله ای در ژانویه ۲۰۱۵ در مجله هفتگی فامیتسو، ساکورای با اشاره به احتمال بازنشستگی، اظهار تردید کرد که اگر حرفه او استرس زا باشد نمی‌تواند به بازی سازی ادامه دهد. در دسامبر ۲۰۱۵، ساکورای بار دیگر گفت که مطمئن نیست بازی دیگری برای مجموعه برادران اسمش را بسازد. , اما در ۸ مارس ۲۰۱۸، برادران سوپر اسمش نهایی در کنفرانس نینتندو دایرکت معرفی شد و در دسامبر ۲۰۱۸ برای کنسول نینتندو سوئیچ منتشر شد که بار دیگر ساکورای کارگردانی این اثر را برعهده داشت. پس از معرفی آخرین شخصیت قابل دانلود برای بازی برادران سوپر اسمش نهایی، ساکورایی در نینتندو دایرکت بیانیه خداحافظی منتشر کرد و تصمیم گرفت از ۵ اکتبر ۲۰۲۱ استراحت کند.

## آثار
| سال  | عنوان                                         | نقش                                    |
| ---- | --------------------------------------------- | -------------------------------------- |
| ۱۹۹۲ | سرزمین رؤیایی کربی                            | کارگردان، طراح بازی                    |
| ۱۹۹۳ | ماجراجویی کربی                                | کارگردان، طراح بازی                    |
| ۱۹۹۶ | کربی سوپر استار                               | کارگردان                               |
| ۱۹۹۹ | برادران سوپر اسمش.                            | کارگردان                               |
| ۲۰۰۰ | کربی ۶۴: خرده‌های کریستالی                     | صداپیشگی (شخصیت کینگ دی‌دی‌دی)           |
| ۲۰۰۱ | برادران سوپر اسمش. ستیز                       | کارگردان ارشد                          |
| ۲۰۰۲ | کربی: کابوس در سرزمین رؤیا                    | کارگردان ارشد                          |
| ۲۰۰۳ | کربی ایر راید                                 | کارگردان                               |
| ۲۰۰۴ | کربی و آینه شگفت‌انگیز                         | مشاور ویژه                             |
| ۲۰۰۵ | متیوز                                         | طراح بازی                              |
| ۲۰۰۵ | Mushiking: The King of Beetles                | طراح بازی                              |
| ۲۰۰۸ | برادران سوپر اسمش. نزاع                       | کارگردان، صداپیشگی (شخصیت کینگ دی‌دی‌دی) |
| ۲۰۱۲ | بچه ایکاروس: قیام                             | کارگردان، سناریو نویس                  |
| ۲۰۱۴ | برادران سوپر اسمش. برای نینتندو ۳دی‌اس و وی یو | کارگردان، صداپیشگی (شخصیت کینگ دی‌دی‌دی) |
| ۲۰۱۸ | برادران سوپر اسمش. نهایی                      | کارگردان، صداپیشگی (شخصیت کینگ دی‌دی‌دی) |